# Carajo
Carajo est un groupe argentin de nu metal et metal alternatif, originaire de Buenos Aires.

## Historique

### Débuts (2000-2001)
Après la dissociation d'A.N.I.M.A.L., Marcelo Corvalán et Andrés Vilanova, qui ont décidé de partir à des moments différents et en raison de circonstances différentes, se revoient au milieu de l'année 2000. En novembre de cette même année, ils forment un nouveau groupe avec Hernán Langer, ami de Vilanova, bien que sans un projet fixe,.
Avec un groupe consolidé, ils jouent pour la première fois le 25 mai 2001 au Whisky-a-Go-Go de Buenos Aires. À partir de ce moment, ils commencent à jouer continuellement à Buenos Aires et ses environs, offrant dans leurs spectacles une démo trois morceaux comprenant Salvaje, Pura vida et La Guerra y la paz,.
Cette année-là, ils visitent également les provinces de Mendoza, Córdoba et Catamarca, ainsi que le pays voisin, l'Uruguay. Ils ouvrent pour Attaque 77 au Cemento. Ils participent également à l'émission de radio Tiempos Violentos (Rock & Pop). À la fin de l'année, ils jouent la première édition du Club Carajo. Un mélange de foire, de musique et d'activités indépendantes à Cemento,.

### CarajoetCarajografía(2002-2003)

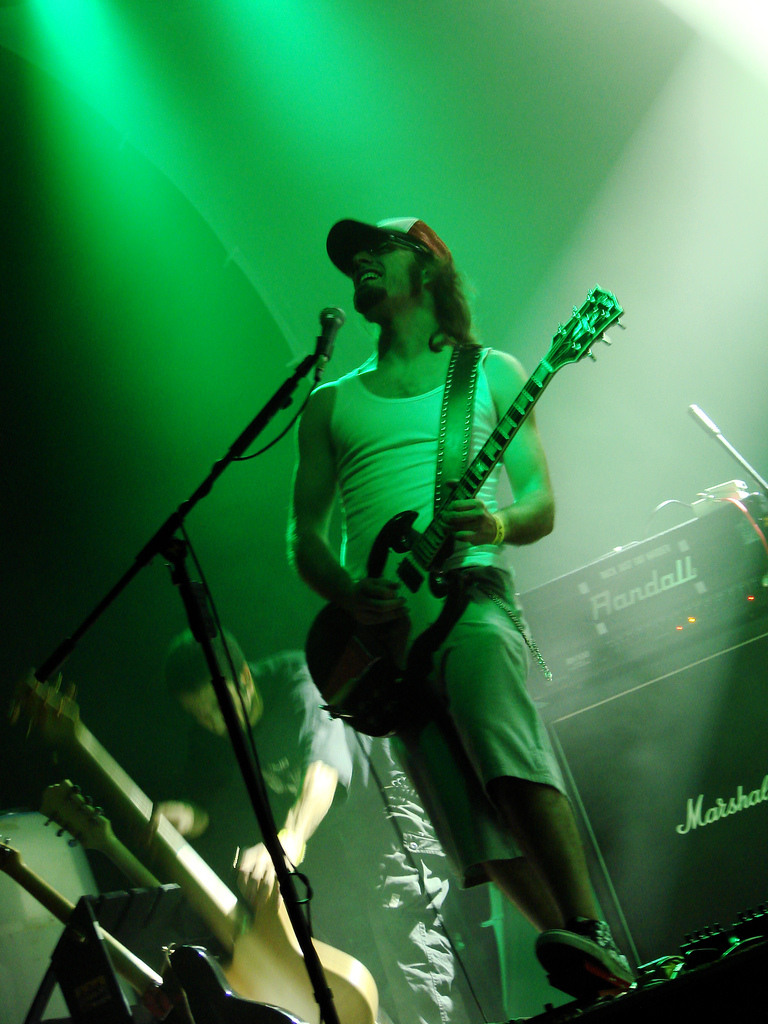
Tery Langer, avec Carajo, en concert au Mexique.

Entre janvier et mars 2002, ils enregistrent dans les studios Del Abasto al Pasto et Pichón Digital, leur premier album, Carajo, comprenant douze morceaux, tous composés par le groupe. Il est produit par Ale Vázquez, du label GuaGua Música, et distribué par Universal Music Argentina. Il est publié le 1er août 2002.
Le groupe présente officiellement l'album le 7 septembre au Roxy de Buenos Aires, devant plus de 1 000 personnes. Le premier single, Sacate la mierda, est classé premier pendant trois semaines aux classements FM Rock & Pop. Le clip vidéo du morceau, qui fait référence à la crise de décembre 2001 survenue en Argentine, se classe parmi les premiers pendant deux mois sur MTV Latinoamérica,,.
Au cours de la même année, Carajo se produit à Neuquén avant de rejouer en Uruguay. En novembre, ils se rendent en Colombie pour participer au festival Rock al parque. Carajo filme son deuxième clip de la chanson Salvaje, réalisé par Ale Vázquez et Carajo. La presse spécialisée argentine comme Clarín, La Nación et Página/12 nnomment le groupe de « révélation de l'année 2002 ». Puis ils reviennent jouer au Club Carajo, et au Roxy.
Au cours de janvier 2003, le groupe effectue une tournée autogérée par quatre villes de la côte maritime argentine, avec entrée gratuite pour le public, qui attire environ 5 000 personnes. En février la même année, le trio participe à la troisième édition du festival Cosquín Rock, à la Plaza Próspero Molina. En mars, ils reviennent au Cemento et joué devant 2 200 personnes. Le même mois, ils participent avec d'autres groupes (Cabezones, Árbol, Catupecu Machu, Kapanga et Massacre). Le reste de l'année, ils visitent plusieurs provinces du pays, ainsi que, pour la troisième fois, l'Uruguay et pour la première fois la Bolivie, le Paraguay et le Chili. 
En septembre, ils publient leur troisième clip Ironía, réalisé par  Platino Film. Le clip reste pendant cinq semaines consécutives dans le classement Los diez más pedidos établi par MTV, et atteint la première place. La chaîne nomme également Carajo dans la catégorie de « meilleur nouveau groupe - Argentine », aux Video Music Awards Latin America 2003. Pour terminer l'année 2003, Carajo ajoue la troisième édition du Carajo Club, les 28 et 29 novembre, au Cemento. Le trio profite de l'occasion pour sortir un EP intitulé Carajografía, qui contient cinq morceaux : des versions acoustiques live du premier album de l'album, une reprise de Diferentes maneras de Massacre, plus une piste inédite Rescatarse et le clip Ironía.

### Atrapasueños(2004-2005)

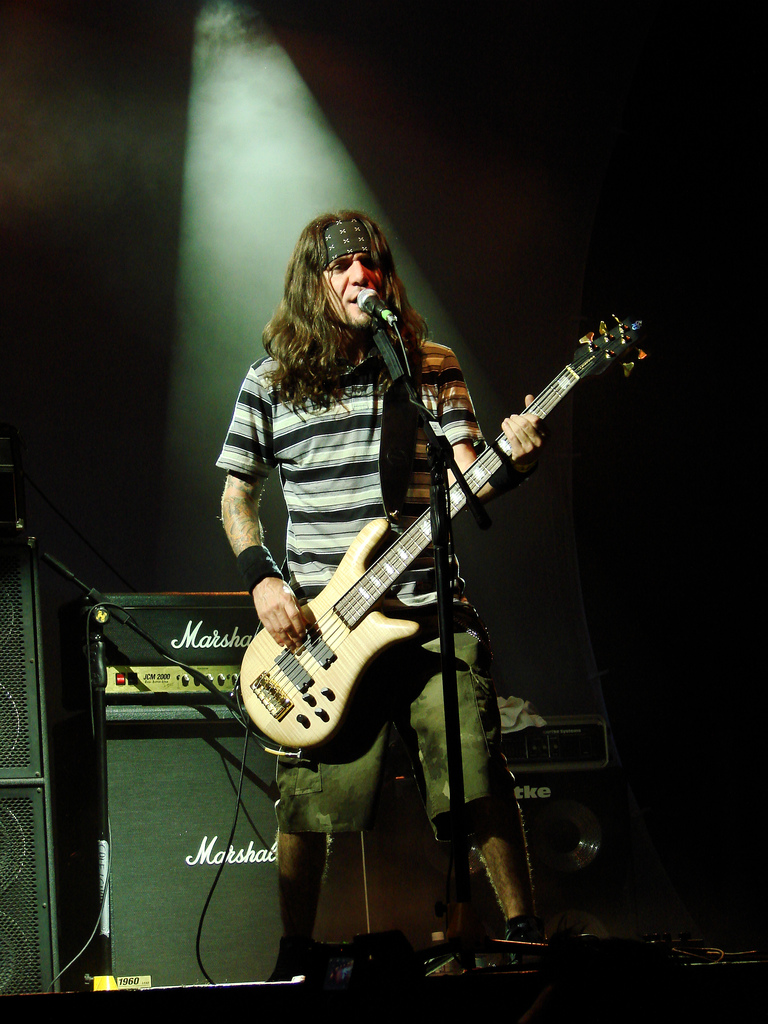
Marcelo Corvalán, en concert avec Carajo.

Au début de 2004, le trio se consacre à composer les chansons de leur deuxième album, Atrapasueños. En mars, le clip de El vago est publié, dernier single extrait du premier album. Sous la direction de Diego Pernía et avec la production de Julián Sequeira, le clip est filmé au Club Carajo. Parallèlement à l'enregistrement, le groupe poursuit ses présentations, jouant à la quatrième édition du Cosquín Rock, où il distribue des souvenirs au public (marque de toilette Sacate la mierda), ainsi que Hangar (capitale fédérale), Rocher de San Pedro, Rocher de Tucumán, La Pampa, Paraná, Posadas, El Teatro avec Fermín Muguruza (capitale fédérale), Resistencia, Villa María (Fíjate Rock III)...
Atrapasueños est enregistré et mixé par Claudio Romandini aux studios Digital Circo Beat, Panda et Pichón ; produit par Ale Vázquez et masterisé par Tom Baker chez Pressision Mastering LA, Atrapasueños est publié le 20 octobre (édité et distribué par Universal Music Argentina), accompagné d'un cinquième clip du morceau El Error, également réalisé par Diego Pernía. Ce clip réussit à rester pendant tout le mois de novembre premiers du classement Los 10 más pedidos établi par la chaîne MTV.
Lors d'un concert retentissant, le samedi 20 novembre, Carajo présente officiellement son album Atrapasueños devant plus de 3 000 personnes au República Cromañón. À cette occasion, plusieurs invités rejoignent le trio : Jorge Araujo à l'udu (De Frente Al Mar), Miguel Botafogo à la sitar (De Frente al Mar), Alejandro Vázquez à la guitare acústica (De Frente al Mar), Marcelo « Maestro » Telechea aux claviers (De Frente al Mar, Triste, Fluir) et Nancy « Mamma Motta » Cintiony aux chœurs (El Llanto Espiritual). Immédiatement après ce concert, le groupe continue de jouer les morceaux de leur nouvel album à venir comme au skatepark de Flores, le Teatro Don Bosco à Bernal, et visite les provinces de Mendoza et Neuquén, entre autres.

### Inmundo(2007-2008)

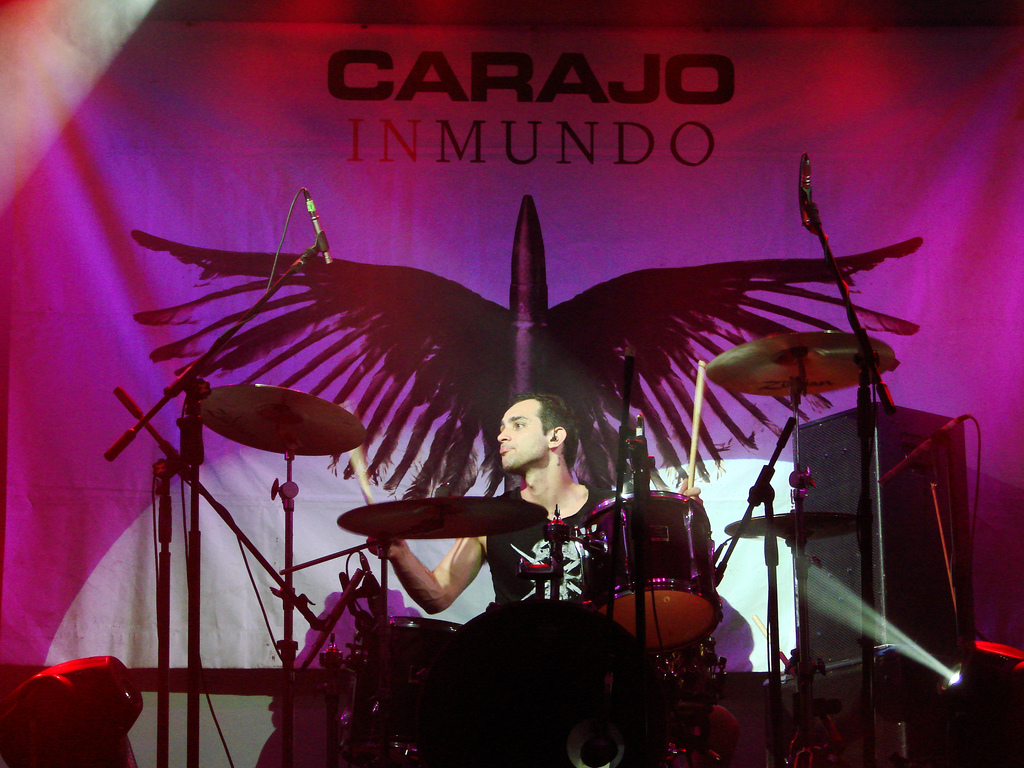
Andrés Vilanova, lors d'une présentation de Carajo, à Monterrey.

En 2006, Carajo se consacre à la composition, la préproduction et l'enregistrement de son troisième album studio, aux côtés du producteur Ale Vázquez. Parallèlement aux premiers enregistrements des nouveaux morceaux, l'année commence avec une participation aux festivals d'été Gesell Rock et Cosquín Rock.
Début mars, le trio organise la quatrième édition du Carajo Club. Sous le concept Ida y Vuelta: imagen, palabra y sonido, l'édition est organisée au Teatro Flores où le public participe également. Le 25 mars, le trio devient le premier groupe de hard rock argentin à se produire à Cuba, où il partage la scène avec les groupes les plus emblématiques du pays au Cayman Rock 2007. Le groupe est officiellement invité par l'Asociación Hermanos Saíz de Cuba, et l'Instituto Cubano de Radio y Televisión, pour trois présentations à Cuba : le 25 mars, au Teatro Nacional ; le 26 mars avec le groupe cubain Zeus, au  Salón Rosado de la Tropical ; et le jeudi 30 mars, à l'amphithéâtre du parc Armendares.
Le 21 juin 2007 sort le troisième album studio, intitulé Inmundo, produit par Ale Vázquez, édité et distribué par Universal Music Argentina. Inmundo comprend 12 morceaux composés par le trio. Le premier, Chico granada, est diffusé en rotation sur les grandes chaines radios et télévisées du pays. Le clip est réalisé par les frères Dawidson.
En octobre, ils confirment leur venue au Rock al parque 2007 de Bogotá. Deux mois plus tard, Carajo revient au Paraguay, et se produit avec le groupe paraguayen Flou.

### El Mar de las Almas(2010-2012)

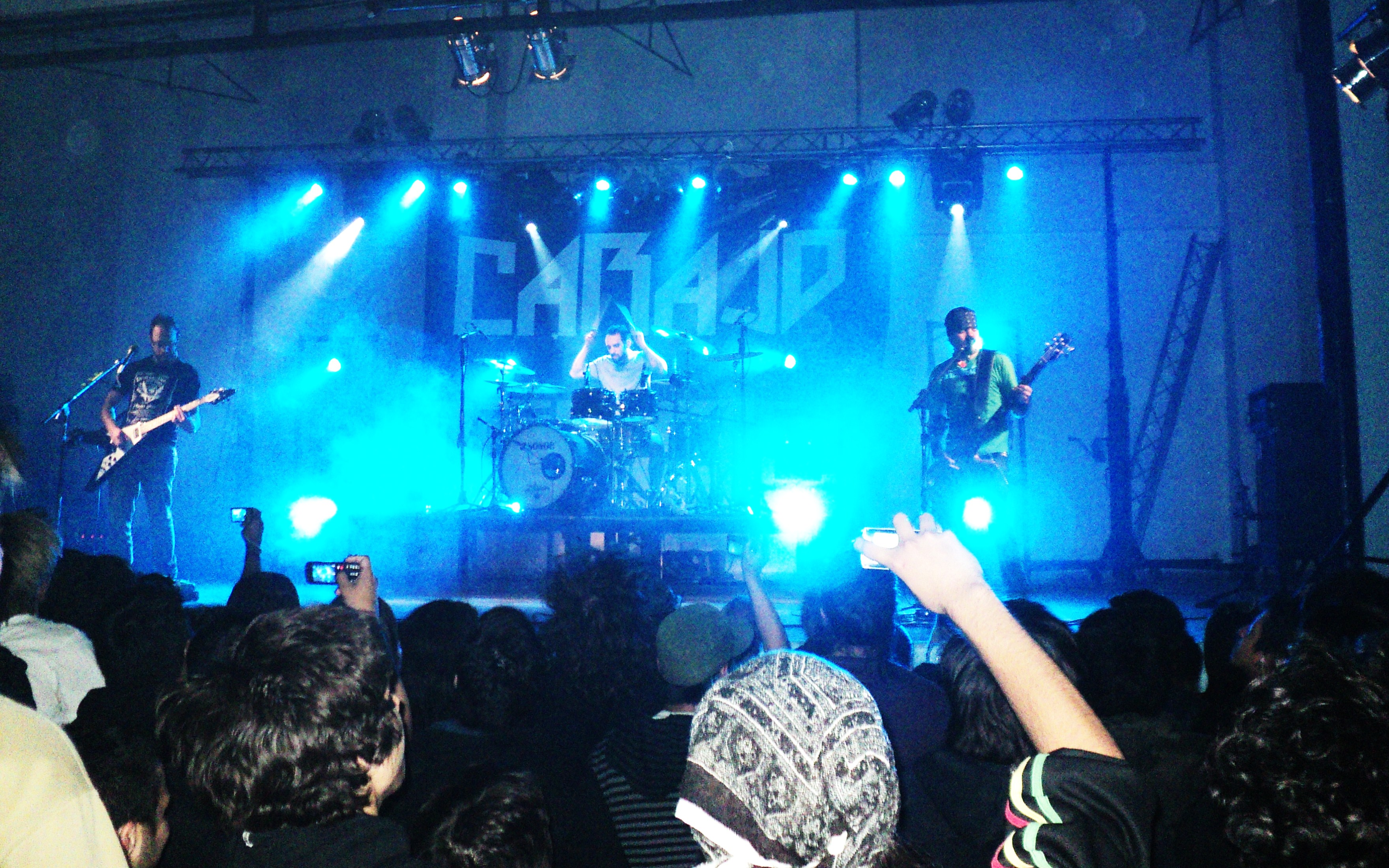
Carajo tocando au Comodoro Rivadavia, durant sa tournée en 2011.

Au début de 2010, le groupe met en ligne sur son site officiel une série de vidéos garage, composée de 24 épisodes, mise à jour chaque semaine, où ils montrent l'ensemble du processus de l'enregistrement de leur prochain album,.
L'album est enregistré entre mars et juillet 2010 aux Jo-der Studios, tandis que le mastering est effectué à Los Angeles. L'album est publié le 23 septembre sous le nom de El Mar de las almas et est officiellement présenté au Teatro de Flores en quatre dates. Le premier single s'intitule Ácido.
En 2011, ils entament la tournée Gira por los barrios, en soutien El Mar de las almas. En février, ils présentent le clip de l'album Luna herida, et continuent dans la foulée à jouer dans des festivals tels que le Cosquín Rock, et dans des lieux de la province de Buenos Aires. Pour célébrer ses dix ans de carrière, le groupe donne un concert au Luna Park devant environ 6 000 personnes, reprenant des classiques de sa carrière et jouant des morceaux de son dernier album. De ce concert en découle un troisième clip de l'album, Humildad, sorti en septembre 2011. Le même mois, ils sont nommés aux Grammy Latinos, pour le single Ácido. dans la catégorie « meilleure chanson rock ». Profitant de la nomination, le power trio effectue une tournée pour la première fois aux États-Unis. À la fin de 2012, le clip de Virus Anti Amor est publié.

### Frente a Frente(2013-2014)
Le 9 septembre 2013, Carajo lance sur son site officiel Shock, une nouvelle chanson, en téléchargement libre, issu de son cinquième album studio, Frente a Frente, accompagné d'un clip vidéo,. L'album est officiellement publié le 25 septembre 2013 à Buenos Aires, en double format, le premier disque étant orienté metalcore, et le deuxième vers des sons variés comme le punk hardcore et le rock alternatif.
Les 11 et 12 octobre, ils sortent leur premier album live, qu'ils ont enregistrés au bar N8 de Mendoza.

### Hoy Como Ayer(depuis 2016)
En juillet 2015, Tery Langer annonce à Radiozonica la préparation d'un nouvel album pour 2016 : « Nous composons et mettons tout en œuvre pour que l'année prochaine nous sortions un nouvel album. » Il explique également que le groupe prévoit de sortir un DVD retraçant l'histoire du groupe. Les deux sorties feront partie des festivités pour le 15e anniversaire du groupe. « L'année prochaine (2016) arrive à grands pas, avec le DVD, l'album et une belle présentation pour célébrer les 15 ans », déclare-t-il.
À la fin 2015, ils annoncent la sortie d'un DVD documentaire intitulé Hoy como ayer, sorti le 12 août 2016, et qui reprend 15 ans d'histoire.

## Membres
- Marcelo Corvalán - basse, chant (depuis 2000)
- Hernán Langer - guitare solo, chœurs (depuis 2000)
- Andrés Vilanova - batterie (depuis 2000)

## Discographie

### Albums studio
- 2002 : Carajo (GuaGua Música/Universal Music Argentina) (réédité en 2013[18],[19])
- 2004 : Atrapasueños (Universal Music Argentina)
- 2007 : Inmundo (Universal Music Argentina)
- 2010 : El Mar de las almas (Universal Music Argentina)
- 2013 : Frente a frente (indépendant/Distribuidora Norte Belgrano)

### Albums live
- 2005 : Electrorroto acustizado 2.1 (Universal Music Argentina)

### EP
- 2003 : Carajografía (indépendant/GuaGua Música)

### Reprises et morceaux non officiels
- Ace of Spades (Motörhead)
- All Apologies (Nirvana)
- Ángeles Caídos (Attaque 77)
- Another Brick In the Wall (Part 2) (Pink Floyd) (fragmento)
- Blitzkrieg Bop (The Ramones)
- (Can´t Get My) Head Around You (The Offspring)
- Chalito (A.N.I.M.A.L.)
- Chicos y perros (Attaque 77)
- Cowboys From Hell (Pantera)
- Donde Las Águilas Se Atreven (Attaque 77)
- Diferentes Maneras (Massacre Palestina)
- El Final es en Donde partí (La Renga)
- El Matador (Los Fabulosos Cadillacs)
- El Nuevo Camino Del Hombre (A.N.I.M.A.L.)
- Echando Chingazos (Brujería)
- Five Minutes Alone (Pantera)
- Heart-Shaped Box (Nirvana)
- Hell Bells (AC/DC)
- I´m Broken (Pantera)
- Jijiji (Patricio Rey y sus Redonditos de Ricota)
- Lo Que Da Vida
- Loco Pro (A.N.I.M.A.L.)
- Medley (Pantera)
- Message In A Bottle (The Police)
- No Tan Distintos (Sumo)
- Pantalla del Mundo Nuevo (Riff) (fragmento)
- Poison Heart (The Ramones)
- Ruta 66 (Pappo)
- Smells Like Teen Spirit (Nirvana)
- Sexo (Árbol)
- Sad But True (Metallica)
- Territorial Pissings (Nirvana)
- This Love  (Pantera)
- The KKK Took My Baby Away (The Ramones)
- Un Ángel Para Tu Soledad (Patricio Rey y sus Redonditos de Ricota)
- Walk (Pantera)
- Vacíos de Fe (A.N.I.M.A.L.)
- Symphony of Destruction (Megadeth)
- You Shook Me All Night Long (AC/DC)

## Vidéographie
- Sácate La Mierda - (2002) (Carajo)
- Salvaje - (2003) (Carajo)
- Ironía - (2003) (Carajo)
- El Vago - (2003) (Carajo)
- El Error - (2004) (Atrapasueños)
- Triste - (2005) (Atrapasueños)
- Triste (electrorroto) - (2005) (Electrorroto Acustizado 2.1)
- De Frente Al Mar - (2006) (Atrapasueños)
- Hacerse Cargo - (2007) (Atrapasueños)
- Chico Granada - (2007) (Inmundo)
- El que ama lo que hace - (2007) (Inmundo)
- Acorazados - (2008) (Inmundo)
- Joder - (2009) (Inmundo)
- Carne - (2009) (Inmundo)
- Ácido - (2010) (El Mar de las Almas)
- Luna Herida - (2011) (El Mar de las Almas)
- Humildad - (2011) (El Mar de las Almas)
- Libres - (2012) (El Mar de las Almas)
- Virus Anti-Amor (2012) (El Mar de las Almas)
- Shock (2013) (Frente a Frente)
- La Venganza de los Perdedores (2013) (Frente a Frente)
- Tracción a Sangre (2014) (Frente a Frente)
- Drama (2014) (Frente a Frente)
- Para Vos (2014) (Frente a Frente)
- Constrictor feat. Ciro Pertusi (2016) (Hoy Como Ayer)
- Maleficio feat. Fernando Ruiz Diaz (2016) (Hoy Como Ayer)
- Invisible feat. Walas (2017) (Hoy Como Ayer)
- Cicatriz feat. Knario Compiano (2017) (Hoy Como Ayer)